# Мелвін Калвін
Мелвін Елліс Калвін (англ. Melvin Ellis Calvin; 8 квітня 1911, Сент-Пол, Міннесота, США — 8 січня 1997, Берклі, Каліфорнія, США) — американський біохімік, член Національної академії наук в Вашингтоні. Іноземний член Лондонського королівського товариства, почесний член багатьох зарубіжних академій наук і товариств. Лауреат Нобелівської премії з хімії.

## Біографія
Народився в єврейській сім'ї емігрантів з Росії Рози Гервіц і кравця Еліаса Калвіна. Закінчив Мічиганський коледж гірничої справи і технології (1931), отримав ступінь доктора філософії з хімії в Міннесотському університет (1935). З 1937 був керівником хімічного відділу, з 1947 — професором Каліфорнійського університету в Берклі.

## Основні роботи
З 1940-х років Калвін працював над проблемою фотосинтезу; до 1957 за допомогою CO2, міченого по вуглецю, з'ясував механізм засвоєння рослинами CO2 (відновлювальний карбоновий цикл Калвіна) при фотосинтезі.

## Нобелівська премія
Нобелівська премія з хімії (1961).

## Твори
- Chemical evolution, Eugene (Ore), 1961
- The path of carbon in photosynthesis, Englewood Cliffs (NY), 1957 (разом з JA Bassham)
- The photosynthesis of carbon compounds, NY, 1962 (разом з JA Bassham).